# أليكس فونتانا
أليكس فونتانا هو سائق سيارة سباق سويسري، ولد في 5 أغسطس 1992 في لوغانو في سويسرا.

## وصلات خارجية
- الموقع الرسمي
- أليكس فونتانا على موقع DriverDB.com (الإنجليزية)